# Министр внутренних дел Республики Сербской
Министр внутренних дел Республики Сербской (серб. Министар унутрашњих послова Републике Српске, босн. и хорв. Ministar unutrašnjih poslova Republike Srpske) — ответственное лицо, которое возглавляет и представляет Министерство внутренних дел Республики Сербской. Ныне должность министра внутренних дел занимает Синиша Каран.

## История
1 апреля 1992 года был назначен первый министр внутренних дел Республики Сербской, в тогдашнем Сербском Сараеве. На должность первого министра был избран Мичо Станишич. Необходимость создания этого министерства произошло из-за исторических обстоятельств, имевших место во время распада Югославии.

## Обязанности для министра
В соответствии с Конституцией Республики Сербской, «Законе о министерствах Республики Сербской», «Законе об органах внутренних дел» и о других законах Республики. Министр организует деятельность Министерства и управляет им, выступая также в качестве его официального представителя.

## Список
Список министров когда-либо занимавших эту должность:
| 22.04.1992 — 20.01.1993 | Мичо Станишич     |
| 20.01.1993 — 18.08.1994 | Ратко Аджич       |
| 18.08.1994 — 17.12.1995 | Живко Ракич       |
| 17.12.1995 — 18.01.1998 | Драган Кияц       |
| 18.01.1998 — ??.10.1998 | Милован Станкович |
| ??.10.1998 — 12.01.2001 | Средое Нович      |
| 12.01.2001 — 24.05.2001 | Перица Бундало    |
| 24.05.2001 — 17.01.2003 | Драгомир Йовичич  |
| 17.01.2003 — 30.06.2004 | Зоран Джерич      |
| 16.09.2004 — 28.02.2006 | Дарко Матияшевич  |
| 28.02.2006 — 12.03.2013 | Станислав Чаджо   |
| 12.03.2013 — 18.12.2014 | Радислав Йовичич  |
| 18.12.2014 — 29.12.2022 | Драган Лукач      |
| 29.12.2022 — н. в.      | Синиша Каран      |